# Combi coupé
Combi coupé var en bilmodel produceret af Saab, og var navnet på deres hatchbackmodeller. Det er i princippet en hatchback designet mere som en coupé.
Navnet blev først brugt på Saab 99, men man diskuterede også at videreudvikle Saab 96. Man kom så langt at man lavede nogle prototyper kaldet Saab 98, men valgte ikke at gå videre med dem. Combi coupé-navnet blev også brugt af f.eks. Mazda til Mazda 626 fra midten af 1990'erne.
I USA kaldes stilen "Wagon Back".